# Alternativna medicina v Sloveniji
Alternativne metode zdravljenja koristi več kot pol milijona Slovencev. Po podatkih ministrstva za zdravje med 60 % in 80 % Slovencev s kroničnimi boleznimi koristi pomoč alternativne oz. komplementarne medicine. Več kot polovica Slovencev, ki koristijo storitve alternativne medicine, tega ne upa povedati zdravniku.
V Sloveniji od leta 2007 velja zakon o zdravilstvu, ki ureja področje alternativne medicine. Zakon o zdravilstvu zdravilsko dejavnost obravnava kot gospodarsko dejavnost, katere namen je izboljšanje zdravja uporabnikov in ki se izvaja na način, ki ne škoduje zdravju. Zakon namesto izrazov "alternativna" in "komplementarna" medicina uporablja izraz "zdravilstvo". Ministrstvo za zdravje od leta 2017 dalje podeljuje tudi zdravilske licence (ki jih je po navedbah iz oktobra tega leta prejelo 15 zdravilcev) in zdravilce z licencami vpisuje v javno objavljen register.
Zdravilske storitve so samoplačniške. Čakalne dobe so pri večini zdravilcev do mesec dni. Cene posameznih obiskov pri zdravilcih se načeloma gibljejo od nekaj deset do prek sto evrov. Nekateri zdravilci cenike javno objavijo na spletu. Storitve alternativne medicine ponudniki pogosto izvajajo brez izdaje računa. Po navedbah iz leta 2017 je finančna uprava od leta 2015 izvedla 22 nadzorov podjetji, registriranih za izvajanje alternativnih metod zdravljenja; nepravilnosti so bile ugotovljene pri 7, ki so jim skupno obračunali za 27.820 € dodatnih davčnih obveznosti. Po poročanju časnika Finance iz leta 2017 je bil po prihodkih med ponudniki storitev alternativne medicine v državi na prvem mestu naturopatski center Saeko s.p. v lasti zakoncev Erike Brajnik (ki s svetovanjem ustvari še dodatnih 50.000 € prihodkov) in Simona Premrla s 770.000 € prihodkov.

## Zakonska uredba
Že leta 2004 je bila Slovenija edina država članica EU, v kateri področje zdravilstva ni bilo zakonsko urejeno. Ministrstvo za zdravje je ob pripravi zakona o zdravilstvu leta 2006 načrtovalo, da bi morali zdravniki, ki bi želeli začeti delati kot zdravilci, vrniti zdravniško licenco.
Ministrstvo za zdravje je leta 2007 pripravilo zakon o zdravilstvu, ki bi urejal predhodno zakonsko neurejeno področje alternativne medicine. Cilj zakona je bil določitev vrst zdravilstva, izvajalce zdravilstva, način opravljanja zdravilske dejavnosti, poenotenje izobraževanja in licenciranje registriranih zdravilcev v Zdravilski zbornici.
Pri pripravi zakona o zdravilstvu so sprva sodelovali zdravilci. Zakonska uredba področja naj bi zaščitila uporabnike storitev alternativne medicine in hkrati zagotovila prednosti za izvajalce. Zakon naj bi izvajalce potiskal "v ilegalo". Ob sprejemanju zakona o zdravilstvu leta 2007 so bili do predlaganega zakona zdravilci ostro kritični; mnogi so naznanili odhod v tujino, kjer naj bi sprejemali bolnike iz Slovenije. Nekateri poslanci so ob sprejemanju zakona izrazili nasprotovanje popolni ločitvi med zdravilstvom in "uradno" medicino. Pripombe nad zakonskim predlogom so imeli tudi v Zdravniški zbornici, ki so predlagali, da naj je zdravilec dolžen v primeru poslabšanja zdravstvenega stanja stranke dolžen nemudoma predlagati obisk zdravnika (in ne zgolj svetovati zdravniško zdravljenje), prav tako pa so izrazili nestrinjanje s financiranjem Zdravilske zbornice iz javnih sredstev.
Zakonu o zdravniški službi je bil leta 2008 dodan člen, ki predvideva začasen odvzem licence zdravnikom, ki opravljajo zdravniško dejavnost.
Zakon o zdravilstvu je bil leta 2011 dopolnjen. Po navedbah iz leta 2017 zakon do tedaj nikoli ni bil zares uveljavljen.
Konec leta 2017 je bil zakon ponovno spremenjen. Prenovljen zakon je tako redefiniral (iz obravnave izključil nekatere) zdravilske metode, zaradi česar izvajalci niso bili več predmet določil zakona in za opravljanje dejavnosti niso več potrebovali licence za zdravilca in dovoljenja za opravljanje zdravilske dejavnosti; izvajalci so morali tako po novem zgolj slediti pogojem za storitvene dejavnosti za nego telesa. Kot zdravilske metode se niso več opredeljevali: šamanizem, multidemenzionalna terapija, akupresura, akupunkturna masaža po Penzel-u, aurikuloterapija, ajurvedska masaža, elektroakupunktura po dr. R. Voll-u, manualna terapija, metoda Voll, refleksoterapija, bioenergoterapija, radioestezija in reiki. Zakon tako za zdravilske sisteme šteje tradicionalno kitajsko medicino, ajurvedo (tradicionalno indijsko zdravilstvo), homeopatijo in pa druga zdravilstva, kot zdravilske metode pa "metode interakcije med umom in telesom", "biološko osnovane metode" (ki temeljijo na uporabi živil, zdravilnih zelišč in mikronutrientov), "manipulativne in telesne metode" (ki temeljijo na premikanju delov telesa) in "energijske metode" (ki temeljijo na vplivanju/delovanju na "biopolje").
Zakon o zdravilstvu določa, da mora imeti zdravilec za izvajanje splošne zdravilske dejavnosti najmanj srednjo zdravstveno izobrazbo oz. najmanj srednjo strokovno izobrazbo in opravljen preizkus iz zdravstvenih vsebin. Za opravljanje homeopatske, kiropraktične in osteopatske zdravilske dejavnosti pa mora imeti zdravilec poleg znanja zdravilske dejavnosti tudi diplomo medicinske fakultete.

## Vrste storitev

### Homeopatija in homeopatski pripravki
Po navedbah Slovenskega homeopatskega društva "so bila homeopatska zdravila že v lekarnah na Slovenskem med letoma 1837 in 1945 ter da so zdravniki lahko zdravili tudi s homeopatijo".
Homeopatija od leta 1992 ni bila dovoljena glede na 52. člen zakona o zdravstveni dejavnosti, ki je bil še zmerom v veljavi za časa leta 2003. Slovenija je morala pred vstopom v EU zakonsko urediti zakonodajo glede zdravilstva vključno s področjem homeopatije.
Po navedbah iz leta 2003 je bilo v slovenskem homeopatskem društvu več kot 100 članov, pogoj za včlanitev pa je bil, da je oseba zdravnik, farmacevt, veterinar ali stomatolog. Homeopati so se izobraževali tri leta, predavali pa so jim predvsem tuji strokovnjaki. Večina jih je opravljala tako zdravniški poklic kot homeopatsko dejavnost in le redki opustijo konvencionalno medicino.
Slovenija je bila v EU zadnja država, ki ni dovolila izdajanja homeopatskih pripravkov. Pipravljanje in izdajanje homeopatskih izdelkov je v Sloveniji uredil Pravilnik o homeopatskih zdravilih, ki je bil uveljavljen oktobra 2008, področje homeopatije pa ureja tudi zakon o zdravilstvu iz leta 2007, ki homeopatijo šteje za zdravilsko dejavnost. Od aprila 2011 dalje je so homeopatski izdelki na voljo za nakup v lekarnah. Na voljo se brez recepta. Homeopatski izdelki so podvrženi istim farmacevtskim standardom kot zdravila. Pripravljajo in izdajajo jih lahko le magistri farmacije z dodatnim znanjem iz homeopatije. Farmacevti so se na pripravo homeopatskih pripravkov začeli pripravljati leta 2005, od leta 2006 pa se izvaja izobraževanje farmacevtov o homeopatiji, ki ga je po navedbah iz 2011 do tedaj zaključilo 156 farmacevtov. Zdravniki homeopatskih zdravil ne morejo predpisovati; Slovenija je bila po navedbah iz leta 2013 edina država EU, kjer velja takšna ureditev. Prav tako je bila po navedbah iz leta 2011 Slovenija poleg Švedske edina država EU, kjer hkratno mora zdravnik vrniti licenco, če želi delati kot homeopat in kjer sočasno opravljanje obeh dejavnosti ni dovoljeno. Po drugi strani mora za opravljanje homeopatske zdravilske dejavnosti zdravilec imeti diplomo medicinske fakultete.
Ob uvedbi homeopatskih izdelkov je bilo v Sloveniji na voljo 17 različnih homeopatskih izdelkov. Leta 2013 je bilo na voljo 77 različnih homeopatskih izdelkov. Prodaja homeopatskih izdelkov pa se je od leta 2011 do 2013 povečala za 12 %.

## Javno mnenje
Raziskave javnega mnenja, ki jih izvaja Mediana, so pokazale da: alternativni medicini zaupa 56 % žensk in 44 % moških, da alternativni medicini bolj zaupajo starejši prebivalci (nad 35 let), da je homeopatiji leta 2009 zaupalo 15 % prebivalcev (15% prebivalcev starih 15-24 let in 18 % prebivalcev starih 35-75 let) in da zupanje javnosti v homeopatijo narašča (leta 2010 naj bi znašalo že 17 %).